# L’Écouvotte
L’Écouvotte település Franciaországban, Doubs megyében. Lakosainak száma 97 fő (2022. január 1.). L’Écouvotte Breconchaux, Le Puy, Saint-Hilaire és Val-de-Roulans községekkel határos.

## Népesség
A település népességének változása:
| Lakosok száma | 25   | 50   | 53   | 105  | 97   | 93   | 92   | 89   | 88   | 97   |
|               | 1968 | 1982 | 1990 | 2006 | 2013 | 2015 | 2017 | 2019 | 2020 | 2022 |